# 고이진
고이진(2001년 2월 10일 ~ )은 대한민국의 모델, 배우다.

## 방송
- PRODUCE 48 (2018) - 발표순위 86위
- 슈가코팅 (2020)
- 특종세상 (2021)
- 라스트 택시 (2023)